# Liste der Naturdenkmale in Griebelschied
Die Liste der Naturdenkmale in Griebelschied nennt die im Gemeindegebiet von Griebelschied ausgewiesenen Naturdenkmale (Stand 15. Juli 2013).

## Naturdenkmale
| Nr.         | Bezeichnung | Lage                                        | Beschreibung | Bild                                    |
| ----------- | ----------- | ------------------------------------------- | ------------ | --------------------------------------- |
| ND-7134-385 | Standeiche  | nördlich des Ortes; Flur Auf dem Umweg Lage | Quercus sp.  | Direkt Bild zu diesem Denkmal hochladen |